# Mohamed Azám sah
Abu'l Faaiz Kutb-ud-Din Mohamed Azám Padisah (1653. június 28. – 1707. június 8.), közismert nevén Azám Sah, névleges mogul sah, aki 1707. március 14. és 1707. június 8. között uralkodott. Ő volt a legidősebb fia a hatodik mogul sahnak, Aurangzebnek (aki Álamgír néven is ismert), és első feleségének, Dilrasz Banu Begamnak.
Sáh Dzsahán mogul sahnak unokája és Zeb-un-Nisszának pedig az öccse volt.
Azámot szentelték fel a trón várományosának (Sahi Ali Dzsah) 1681. augusztus 12-én. Többek között mint helytartó szolgált a Berári szubahban, Malvában, Bengálban, Gudzsarátban és a Dekkánon. Ahmednagarban lépett a mogul trónra 1707. március 14-én, apja halála után.
Azám sah és három fia, Mohamed Bidar Bakt, Sahzada Dzsaván Bakt Bahádur és Sahzada Szikander San Bahádur elestek a Dzsadzsaui csatában 1707. június 8-án, amit idősebb féltestvére, Álam sah herceg (a későbbi I. Bahádur sah), ellen vívtak.

## Családi háttere
Mohamed Azám sah 1653. június 28-án született Burhanpurban Muhi-ud-din herceg (akit később Aurangzeb néven ismert meg a világ), valamint első és fő felesége, Dilrasz Banu Begam gyermekeként, aki Azám születése után 4 ével elhunyt. Anyja Mirza Badi-uz-Zaman Szafavi (más néven Sahnavaz kán) lánya és az előkelő Szafavida-dinasztia hercegnője volt Perzsiából. Ennélfogva nem csak a Timurida-dinasztiához tartozott, hanem a szafavidák királyi vére is csörgedezett ereiben. Erre Azám rendkívül büszke volt, és öccse, Mohamed Akbár herceg halála után Aurangzeb egyetlen fia volt, aki a legtisztább királyi származással büszkélkedhetett. 
Azám féltestvérei, Álam sah (a későbbi I. Bahádur sah) és Kam Baks alacsonyabb rendű és hindu feleségektől származtak. Niccolao Manucci szerint az udvaroncok el voltak bűvölve Azám perzsa királyi származásával és a ténnyel, hogy a Szafavi Sahnavaz kán unokája volt.
Amint Azám felcseperedett kiemelkedett bölcsességével, tudásával és lovagiasságával. Aurangzeb el volt ragadtatva fiai nemes jellemével és kiváló modorával, akik barátjuknak tartották őt. Gyakran mondogatta, hogy az ilyen páratlan barátok közt fenyegető az elválás. Azám testvérei közé tartoztak nénéi, Zeb-un-Nissza, Zinat-un-Nissza, Zubdat-un-Nissza és öccse, Mohamed Akbár herceg. 

## Házassága
Azám először unokahúgát jegyezte el, Iran Dukt Rahmat Banut (Bipi Pari), Saiszta kán szeretett lányát, aki Aurangzeb anyai nagybátyja volt. Ennek ellenére a házasságra nem került sor, mert Bipi Pari 1685-ben váratlanul elhunyt Dakkában. Később Azám saját unokahúgát, Dzsahanzeb Banu Begamot vette el 1669. január 3-án, aki nagybátyja, Dara Sikoh és nagynénje, Nadira Banu Begam lánya volt. 
Dzsahanzeb volt az első és kedvenc felesége, aki nagyon szerette őt. Ő szülte első fiát 1670. augusztus 4-én. Ennek a fiúnak a Bidar Bakt nevet adta nagyapja. Aurangzeb egész élete folyamán kimutatta kivételes szeretetét Azám és Dzsahanzeb irányában (aki a kedvenc menye volt), valamint Bidar Bakt herceg felé, aki lovagias, megfontolt és sikeres hadvezér volt. Mindhármukat rendszeresen gazdag ajándékokkal halmozta el. Bidar Bakt volt Aurangzeb kedvenc unokája.
1681-ben, politikai okokból, Azám harmadszor is megnősült és elvette utolsó feleségét, Sahar Banu Begamot (Padisah Bibit). Ő az Adil Sahi dinasztia hercegnője, II. Ali Adil sah, Bídzsápur uralkodójának a lánya volt. Másik két házassága ellenére Azám szeretete Dzsahanzeb iránt változatan maradt. Ezért midőn 1705-ben Dzsahanzeb elhunyt, nagy szomorúság és kétségbeesés lett rajta úrrá, ami egész hátralevő életére árnyékot vetett.

## Bídzsápur ostroma

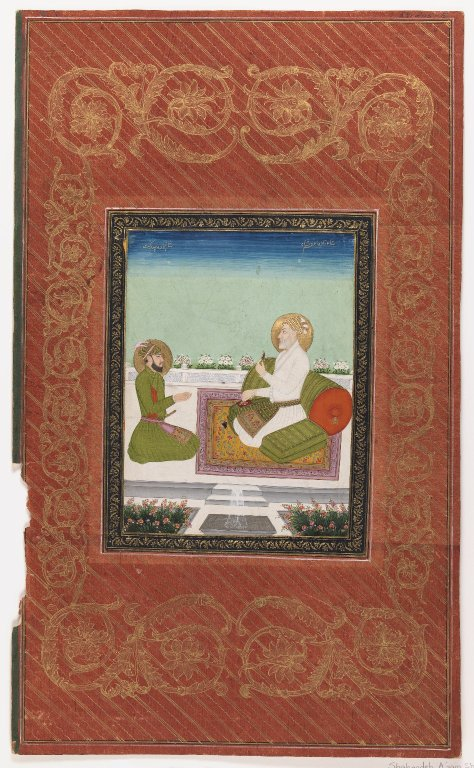
Mohamed Azám és fia, Bidar Bakt herceg

1685-ben Aurangzeb elküldte fiát, Azám sahot, egy 50 ezres sereg élén, hogy foglalja el Bídzsápur erődjét és győzze le Szikander Adil sahot, Bídzsápur uralkodóját, aki elutasította a vazallusi viszonyt. Azám sah vezette mogul seregek nem voltak képesek jelentős sikereket elérni a bídzsápuri erőd ostrománál, mert mindkét oldalon kiváló tüzérség működött. A holtpontra került ostromon felháborodva 1686. szeptember 4-én Aurangzeb személyesen is megjelent a csatatéren és átvette Bídzsápur ostromának vezetését. Nyolcnapi hadakozás után a mogulok győzedelmeskedtek. 

## Bengál szubahdarja

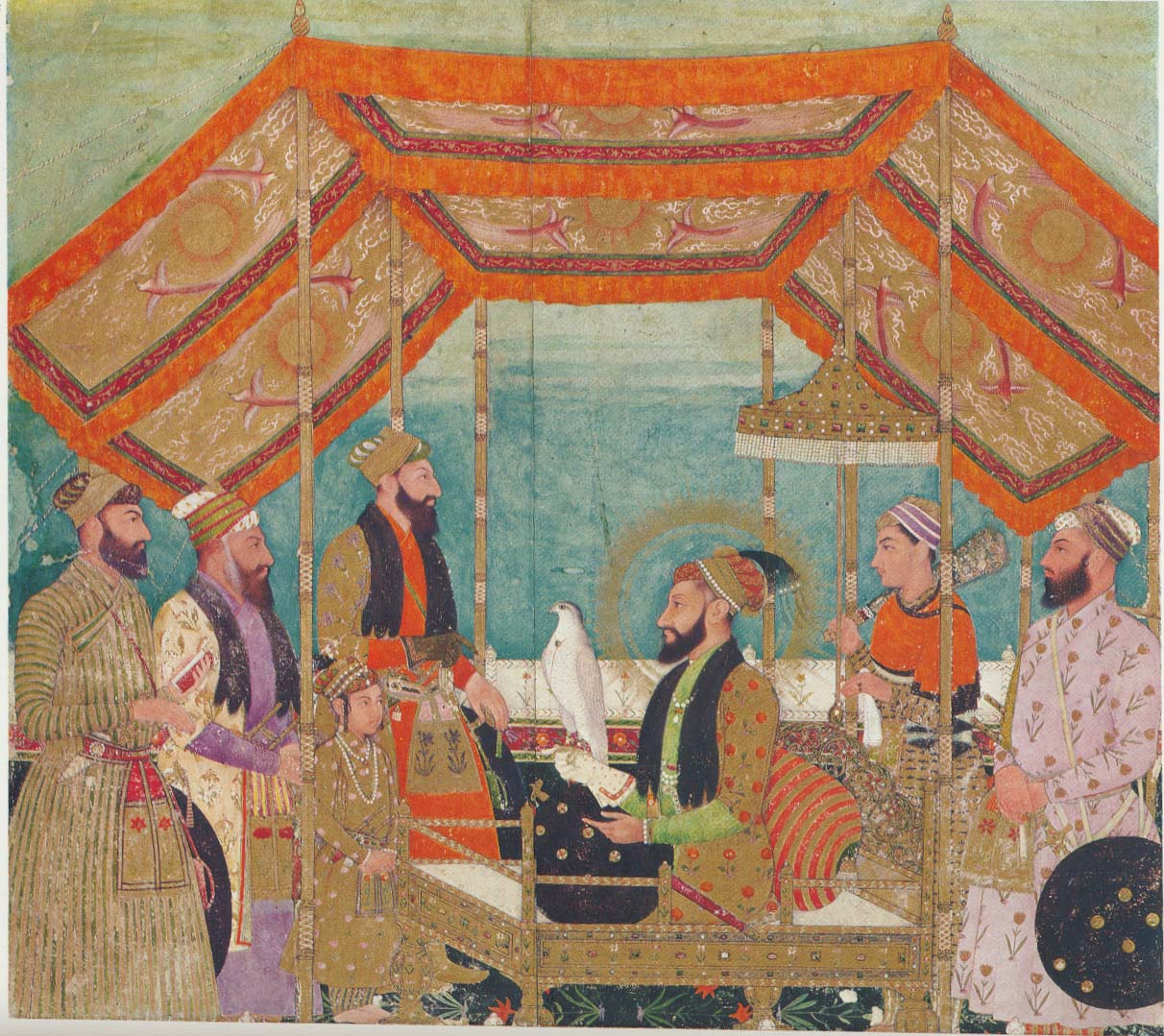
A trónörökös Azám sah, apja, Aurangzeb sah előtt áll

Azám herceget jelölték ki Berári szubah, Malva és Bengál kormányzójának (szubahdár) 1678 és 1701 között elődje, Azám Koka kán, halála után. Sikeresen elfoglalta Kamarupa térségét 1679 februárjában. Ő alapította a Lálbág-erődöt Dakkában. Kormányzása idején bízták meg Mir Maulát divánnak és Muluk Csandot bízák meg adóbeszedéssel. Azám herceget Aurangzeb visszahívta 1679. október 6-án és elhagyta Dakkát. Berár szubahot és Malvát a marathák csatolták el, Bengál pedig a Mursidabádi navabok igazgatása alá került. 
Később Gudzsarát kormányzója (szubahdár) lett 1701 és 1706 között.

## Trónra lépés
1707 februárjának harmadik hetében, hogy megelőzze az örökösödési háborút, Aurangzeb elválasztotta egymástól Azámot és Kam Baksot, akit Azám különösen ki nem állhatott. Azámot Malvába, Kam Baksot pedig Bídzsápurba küldte. Halála előtt néhány nappal búcsúlevelet írt Azámnak. Az elkövetkező reggelen Azám ahelyett, hogy folytatta volna útját Malvába, megérkezett a birodalmi táborba és a temetésen apja holttestét vitte Daulatabadi sírhelyére. Azám sah uralkodónak kiáltotta ki magát és elfoglalta a Mogul trónt. A vitatott trónra lépést csatározások követték. Azám sah és fia, Bidar Bakt vereséget szenvedtek és elestek a Dzsadzsaui csatában 1707. június 8-án. Mostohatestvére, Mohamed Mu'azam sah lett az uralkodó és követte apjukat a mogul trónon.
Sírja, felesége mellett fekszik a szúfi szent, Seikh Zainuddin síremlék komplexumában.

## Teljes neve és címe
Abu'l Fáiz Kutb-ud-Din Mohamed Azám Sah-i-Ali Dzsah Gázi Padisah-i-Mumalik 

## Fordítás
Ez a szócikk részben vagy egészben  a   Muhammad Azam Shah című angol Wikipédia-szócikk ezen változatának fordításán alapul.  Az eredeti cikk szerkesztőit annak laptörténete sorolja fel. Ez a jelzés csupán a megfogalmazás eredetét és a szerzői jogokat jelzi, nem szolgál a cikkben szereplő információk forrásmegjelöléseként.